# Mabon
Mabon, az őszi napéjegyenlőség (kiejtése: méjbón, méjban, méjbún) ünnepe.
A természet hanyatlóban, a télre készülődik, a visszavonulás, pihenés, nyugalom ideje következik el. A Nap bágyadtabb, de még fényes, van ereje. 
Ez a Földanya ünnepe, a gyümölcsérésé, a beérett termésé, a szüreté és a megnyugvásé.
Az ünnep másik neve Modron. Modron a termékeny, wales-i Földanya, a Fiatalság istenének, Maponosnak (Mabon) anyja. Mabon a vadászat istensége is, emellett a szerelemé és a termékenységé.
Az ősi kelták ezt Mabonnak nevezték amikor behozták az utolsó aratást, mielőtt még a tél magáénak követelte és fehér csöndbe burkolta volna a földet. Ekkor ünnepelték meg azt a bő termést, amit a föld adott nekik. Máglyákat gyújtottak, mézsört ittak, áldozatot mutattak be, a termést pedig elraktározták télire.
Ősi tradíció szerint Mabon napján elégetik egy férfi bábuját vagy képmását. Ez a szokás nem az emberi áldozatok emlékét őrzi, hanem a gabonaistenség testének rituális megsemmisítését. Oltárokat emeltek, melyekre különböző terméseket, gyümölcsöket, virágokat, kenyeret helyeztek, gyertyákat gyújtottak.
Az ünnep egyéb elnevezései: Alban Elfed, borszüret, Avalon ünnepe, Ungathering ünnepe, Harvest Home, Hálaadás.
Írországban, Nyugat-Skóciában és Cornwallban Mabon idején szokásba jött kő síremléknek nevezett temetkezési helyekre látogatni. A sírok és a temetők őseinkben általában félelmet ébresztettek, mivel úgy tartották, ott gonosz szellemek laknak. Mabon idején azonban biztonságos volt odamenni, mivel hitük szerint a fény és a sötétség egyensúlya egyenlő szárú keresztként viselkedik, és megvéd a sírok körül ólálkodó rossz szellemektől. A síroknál tüzeket gyújtottak, a parazsat a maihoz hasonló töklámpásokban vitték oda, hogy ezzel is elijesszék az ártó szellemeket. 
- Ételek: gabonafélék, kenyérfélék, sütemények, bab, dió, mogyoró, zöldségek, almafélék, almabor, répa, hagyma, burgonya, gránátalma, szőlő – mindaz, amiket ez idő tájt takarítanak be.

- Füstölők: benzoin, mirrha, zsálya

- Gyertyák: barna, zöld, narancsszínű, sárga

- Drágakövek: karneol, lapis lazuli, zafír, sárga achát.